# Schildts & Söderströms
Schildts & Söderströms, kurz S&S, ist ein Buchverlag für finnlandschwedische Literatur und wichtige Institution in Svenskfinland. 

## Beschreibung
Der Verlag nahm seine Arbeit nach der Fusion der Verlage Schildts Förlags Ab und Söderström & C:o Förlags Ab am 1. Februar 2012 auf. Das Unternehmen ist als Aktiengesellschaft (schwedisch aktiebolag (Ab)) registriert. Seit Februar 2023 ist Nils Saramo der Geschäftsführer (CEO). Sitz des Verlages ist die Adresse Snellmansgatan 13 im Stadtteil Kronohagen (finnisch Kruununhaka) in Helsingfors (Helsinki).

### Abteilungen
- S&S Litteratur (Literatur auf Schwedisch)
- S&S Läromedel (Lehrbücher auf Schwedisch)
- Kustantamo S&S (Übersetzungsliteratur auf Finnisch)

### Geschäftsführung
- 2012–2014 Barbro Teir
- 2014–2023 Mari Koli[3]
- seit 2023 Nils Saramo[2]

## Autoren
Schildts & Söderströms verlegt unter anderen die folgenden finnlandschwedischen Autoren:
- Annika Luther (* 1958)
- Bo Carpelan (1926–2011)
- Claes Andersson (1937–2019)
- Eva Frantz
- Eva-Stina Byggmästar
- Jörn Donner (1933–2020)
- Karin Erlandsson
- Kjell Westö (* 1961)
- Lars Huldén († 2016)
- Malin Klingenberg
- Maria Grundvall
- Maria Turtschaninoff
- Merete Mazzarella (* 1945)
- Peppe Öhman (* 1976)
- Märta Tikkanen (* 1935)
- Peter Sandström
- Robert Åsbacka
- Sanna Tahvanainen
- Sofia Torvalds
- Staffan Bruun
- Tua Forsström (* 1947)
- Ulla Donner
- Ulla-Lena Lundberg (* 1947)